# ОККО
OKKO — сеть автозаправочных комплексов в Украине. Владельцем сети является концерн «Галнафтогаз». По состоянию на январь 2020 года насчитывает 404 АЗК, 35 ресторанов, 10 нефтебаз, 19 стационарных и мобильных лабораторий контроля качества.

## История
Первая АЗС «OKKO» открылась в 1999 году в Стрые Львовской области, а первый большой автозаправочный комплекс «Okko» 2000 во Львове. В 2002 году сеть насчитывает 55 АЗК.
В 2006 году открыты первые два трассовых комплекса «OKKO» — в Калиновке под Киевом и в Чопе на Закарпатье, которые стали крупнейшими автозаправочными комплексами на Украине.
В 2007 году в Бурштыне Ивано-Франковской области открылась первая АГНКС «OKKO» (реализация сжиженного газа).
В 2011 году деятельность сети «OKKO» сосредоточена во всех 24 областях Украины и АР Крым. Доля сети «Okko» на розничном рынке нефтепродуктов Украины составляет 13,6 %.
В 2012 году сеть АЗК под брендом «OKKO» расширилась до более 360 объектов. В 2013 году сеть АЗК «OKKO» нарастила количество брендовых АЗС более чем на 10 %, а свою рыночную долю — до более 15 %. В 2014 году сеть ОККО насчитывает более 400 автозаправочных комплексов, 32 ресторана A la minute, 8 заведений Pasta Mia и сеть кафе Hot Cafe.
В 2017 году введен сервис OKKO Pay, позволяющий водителям заправляться и рассчитываться за горючее непосредственно возле топливораздаточной колонки (ПРК), не обращаясь в кассу.
В 2018 году в Киеве открыт автозаправочный комплекс, который размещается на нескольких уровнях в центре большой транспортной развязки и одновременно обслуживает две магистральные автомобильные дороги, пересекающиеся на разной высоте. Введена в эксплуатацию крупнейшая в Западной Украине база для хранения сжиженного газа — Золочевская газонаполнительная станция (Львовская область).

## Достижения
В 2014 году компания поднялась на 126 место в топ-500 компаний Центральной и Восточной Европы рейтинга Deloitte.
Новый брендинг в течение 2019 года получает 2 награды престижного международного конкурса Red Dot Design Awards 2018: Best of the Best и гран-при в номинации «Коммуникационный дизайн».
В январе 2021 года журнал Forbes Украина опубликовал рейтинг лучших работодателей страны по результатам 2019 года. Компания ОККО заняла 39 место в рейтинге.
В августе 2021 года издание «Фокус» опубликовало собственный рейтинг 50 известных и успешных брендов Украины, получивших признание и уважение клиентов. По результатам подсчетов редакции, компания ОККО заняла 19 место в общем рейтинге.

## Критика
В конце 2010-го — начале 2011 года АМКУ провел расследование и выявил признаки картельного сговора между основными игроками топливного рынка: WOG, ОККО, Shell, Лукойл и ТНК. Цены на стелах их АЗС были практически одинаковы. Комитетом было принято решение о нарушении законодательства о защите экономической конкуренции и наложении штрафа на компании.
В 2017 году компания стала участником незаконное строительство АЗК «ОККО» на Ревуцкого 8к в городе Киеве. Тогда против строительства было собрано 1520 подписей местных жителей Дарницкого района, которые были переданы в Киевсовет, однако требования приостановить строительство, расторгнуть договор аренды земельного участка между Киевсоветом и застройщиком и создать сквер вместо заправки остались без ответа. Неоднократно на месте стройки происходили силовые конфликты между застройщиками и местными жителями.
21 августа 2018 года, СБУ провела обыски во львовском и киевском офисах «Галнафтогаза». ПАО «Концерн Галнафтогаз» подозревают в финансировании терроризма и работе сети в оккупированном Крыму и на неподконтрольных районах Донецкой и Луганской областей. В пресс-службе СБУ сообщили, что концерн управлял предпринимательской деятельностью на Донбассе, а эти автозаправочные станции платили «налоги» оккупантам. А компании в Крыму, на которые оформлена аренда АЗС («Оптимус Холдингс» и «Таврида-Петролиум»), зарегистрированы по российскому законодательству.
В мае 2021, компания ОККО вместе с WOG и SOCAR, организовали картельный сговор, синхронно повысив цены на бензин. Такие действия стали реакцией этих трех сетей на решение Кабмина ввести госрегулирование цен на топливо — на период действия карантина правительство установило предельные уровни торговой надбавки к средней цене дизельного топлива. Три сети АЗС, так называемый премуим-сегмент, держали цену в 31.99 за литр 95-го, что выше средней по рынку на более 2,5 гривны. По оценкам экспертов, с каждого литра горючего они имели до 11 гривен чистой прибыли и более того диктовали такую наценку всем другим станциям АЗС.
30 июня 2023 во Львове на АЗС «ОККО» автомобили вместо бензина заправляли водой с песком. Большинство тех, кто заправлялся на ОККО бензином А-95 на выезде из Львова в сторону Стрыя, резко начали останавливаться посреди дороги после нескольких километров езды. Как сообщают, на АЗС автомобили заправили некачественным 95-м бензином. Из-за этого из строя вышли не менее 20 автомобилей. Владельцы автомобилей вынуждены были вызвать эвакуаторы и полицию.